# Nguyễn Bảo Trị
Nguyễn Bảo Trị (26/1/1929-8/1/2024) nguyên là tướng lĩnh bộ binh của Quân lực Việt Nam Cộng hòa, cấp bậc Trung tướng. Ông xuất thân từ khóa đầu tiên và cũng là khóa duy nhất ở trường sĩ quan trừ bị do Quốc gia Việt Nam mở ra tại miền bắc Việt Nam. Tốt nghiệp được chọn về đơn vị bộ binh. Khởi đầu với chức vụ Đại đội trưởng của một đơn vị bộ binh tác chiến. Tuần tự theo hệ thống chỉ huy lên đến chức vụ chỉ huy cấp Sư đoàn, Quân đoàn trước khi được chuyển sang làm Chỉ huy trưởng các đơn vị yểm trợ và đào tạo trực thuộc Bộ Tổng tham mưu. Là một sĩ quan được thăng cấp khá nhanh, mang quân hàm Chuẩn tướng khi mới có 35 tuổi.

## Tiểu sử và Binh nghiệp
Ông sinh ngày 26 tháng 1 năm 1929 trong một gia đình nền nếp khá giả, thân phụ là giáo chức tại Hà Nội. Ông là học sinh ở các trường tại Hà Nội. Khi lên trung học, ông được nhận vào trường Chu Văn An. Năm 1950, ông tốt nghiệp với văn bằng Tú tài bán phần (Part I).

### Quân đội Quốc gia Việt Nam
Tháng 9 năm 1951, thi hành lệnh động viên của Quốc gia Việt Nam, ông nhập ngũ vào Quân đội Quốc gia, mang số quân: 49/300.471. Theo học khóa 1 Lê Lợi tại trường sĩ quan trừ bị Nam Định, khai giảng ngày 1 tháng 10 năm 1951. Ngày 1 tháng 6 năm 1952 mãn khóa tốt nghiệp với cấp bậc Thiếu úy. Ra trường, ông được làm Đại đội trưởng đại đội 1 thuộc tiểu đoàn 18 Việt Nam. Đầu năm 1953, ông được thăng cấp Trung úy làm Tiểu đoàn trưởng tiểu đoàn khinh chiến 703.
Tháng 1 năm 1954, ông được thăng cấp Đại úy, chuyển đến tiểu đoàn 75 Việt Nam giữ chức vụ Tiểu đoàn trưởng. Cùng năm, chuyển đi làm Trung đoàn trưởng trung đoàn 154 bộ binh đồn trú ở miền bắc. Sau ngày ký hiệp định Genève 20 tháng 7 năm 1954, ông cùng đơn vị di chuyển vào nam.

### Quân đội Việt Nam Cộng hòa
Tháng 8 năm 1955, ông được thăng cấp Thiếu tá và được cử đi du học lớp tham mưu cao cấp tại Học viện chỉ huy và tham mưu Fort Leavenworth, Kansas, Hoa Kỳ. Tháng 4 năm 1956, tốt nghiệp trở về nước, ông được bổ nhiệm làm Giám đốc khối huấn luyện tại trường Đại học Quân sự.
Tháng 10 năm 1957, ông được thăng cấp Trung tá Tư lệnh sư đoàn khinh chiến số 11 thay thế Trung tá Lê Quang Trọng. Ngày 1 tháng 6 năm 1959, ông chuyển đi làm Tư lệnh sư đoàn 21 bộ binh tân lập. Ba tháng sau, ông chuyển ra Vùng 2 chiến thuật giữ chức vụ Tư lệnh sư đoàn 22 bộ binh thay thế Trung tá Trần Thanh Chiêu.
Tháng 11 năm 1963, sau cuộc đảo chính Tổng thống Ngô Đình Diệm, ngày 5 tháng 11, ông được thăng cấp Đại tá và nhận lệnh bàn giao Sư đoàn 22 lại cho Đại tá Nguyễn Thanh Sằng, ông được điều về trung ương phục vụ tại Bộ Tổng tham mưu chờ nhận nhiệm vụ mới. Ngày 16 tháng 9 cùng năm chuyển về Vùng 4 chiến thuật, ông được cử làm Tư lệnh sư đoàn 7 bộ binh thay thế Đại tá Huỳnh Văn Tồn. Ngày 31 tháng 10 năm 1964, ông được thăng cấp Chuẩn tướng tại nhiệm. Ngày 1 tháng 10 năm 1965, ông được thăng cấp Thiếu tướng, mười ngày sau bàn giao sư đoàn 7 bộ binh lại cho Đại tá Nguyễn Viết Thanh. Ngay sau đó, ông được bổ nhiệm chức vụ Tư lệnh Quân đoàn III & Vùng 3 chiến thuật thay thế Trung tướng Cao Văn Viên. Thời điểm này ông trở thành một trong mười Ủy viên của Ủy ban Lãnh đạo Quốc gia.
Tháng 6 năm 1966, bàn giao Quân đoàn III lại cho Thiếu tướng Lê Nguyên Khang Tư lệnh sư đoàn Thủy quân Lục chiến kiêm nhiệm. Đồng thời ông được chỉ định giữ chức vụ Phụ tá chiến tranh chính trị cho Tổng Tham mưu trưởng kiêm Tổng cục trưởng Tổng cục chiến tranh chính trị thay thế Thiếu tướng Huỳnh Văn Cao. Tháng 7 cùng năm, ông được kiêm chức vụ Tổng uỷ viên Thông tin Chiêu hồi thay thế Luật sư Trịnh Đình Chính trong Nội các Chính phủ Thủ tướng Nguyễn Cao Kỳ. Cuối năm, ông bàn giao chức vụ Phụ tá kiêm Tổng cục trưởng chiến tranh chính trị lại cho Chuẩn tướng Trần Văn Trung. Ông vẫn giữ chức vụ Tổng ủy viên Thông tin Chiêu hồi,
Ngày Quốc khánh đệ nhị Cộng hòa 1 tháng 11 năm 1967, ông được thăng cấp Trung tướng. Đầu năm 1968, ông tham chính trong Nội các Thủ tướng Nguyễn văn Lộc làm Tổng trưởng Xây dựng Nông thôn trong Nội các Thủ tướng thay thế Thiếu tướng Nguyễn Đức Thắng. Tháng 8 năm 1969, ông được cử giữ chức vụ Chỉ huy trưởng trường Chỉ huy và Tham mưu tại Đà Lạt thay thế Đề đốc Thiếu tướng Chung Tấn Cang.
Đầu năm 1974, ông chuyển về lại trung ương đảm trách chức vụ Phụ tá Quân huấn Tổng tham mưu trưởng kiêm Tổng cục trưởng Tổng cục Quân huấn hoán chuyển nhiệm vụ với Trung tướng Phan Trong Chinh
- Tổng cục Quân huấn, vào thời tháng 4/1975, nhân sự ở Bộ chỉ huy Tổng cục được phân bổ trách nhiệm như sau:
-Tổng cục trưởng - Trung tướng Nguyễn Bảo Trị
-Tổng cục phó - Đại tá Đặng Đình Thụy[15]
-Phụ tá Tổng cục trưởng - Đại tá Võ Đại Khôi[16]
-Tham mưu trưởng - Đại tá Phạm Tất Thông[17]
- Chỉ huy trưởng các Trường đào tạo và Trung tâm Huấn luyện quân sự trực thuộc Tổng cục:
-Trường Chỉ huy & Tham mưu - Trung tướng Phan Trọng Chinh
-Trường Võ bị Quốc gia Đà Lạt - Thiếu tướng Lâm Quang Thơ
-Trường Bộ binh Thủ Đức - Đại tá Trần Đức Minh[18]
-Trường Thiếu sinh quân - Trung tá Ngô Văn Doanh[19]
-Trường Hạ sĩ quan Đồng Đế - Trung tướng Phạm Quốc Thuần
-Trường Quân y - Đại tá Hoàng Cơ Lân[20]
-Trường Tổng quản trị - Đại tá Nguyễn Sĩ Túc[21]
-Trường Thiết giáp - Đại tá Huỳnh Văn Tám[22]
-Trường Truyền tin - Đại tá Cao Mạnh Thắng[23]
-Trường Pháo binh - Đại tá Hồ Sĩ Khải[24]
-Trường Tiếp vận - Đại tá Trần Văn Lễ[25]
-Trường Công binh - Đại tá Nguyễn Văn Tám[26]
-Trường Sinh ngữ Quân đội - Đại tá Trịnh Đình Phi[27]
-Trường Nữ quân nhân - Trung tá Hồ Thị Vẻ[28]
-Trung tâm Huấn luyện Hải quân - Phó Đề đốc Nguyễn Thanh Châu
-Trung tâm Huấn luyện Không quân - Chuẩn tướng Nguyễn Ngọc Oánh
-Trung tâm Huấn luyện Quang Trung - Thiếu tướng Trần Bá Di
-Trung tâm Huấn luyện Đống Đa - Đại tá Đỗ Trọng Thuần[29]
-Trung tâm Huấn luyện Lam Sơn - Đại tá Nguyễn Hữu Toán[30]
-Trung tâm Huấn luyện Vạn Kiếp - Đại tá Nguyễn Bá Thịnh[31]
-Trung tâm Huấn luyện Chi Lăng - Đại tá Mã Sanh Nhơn[32]
-Trung tâm Huấn luyện Biệt động quân - Đại tá Nguyễn Văn Đại[33]
-Trung tâm Huấn luyện Hòa Cầm - Đại tá Trương Như Phùng[34]

## 1975
Ngày 30 tháng 4, ông cùng gia đình di tản khỏi Việt Nam. Sau đó được sang định cư ở Huntington Beach, California, Hoa Kỳ.
Ông mất vào ngày 8 tháng 1 năm 2024 Tại Huntington Beach, California, Hoa Kỳ.

## Huy chương
-Bảo quốc Huân chương đệ nhị đẳng (ân thưởng)
-Nhiều Huy chương quân sự, dân sự và đồng minh

## Tác phẩm
1/ Khảo luận: Vai trò của người Trí thức mang Quân phục.
2/ Tuyển tập Việt Nam Chí lược gồm có:
- Người Việt đất Việt.
- Miền Bắc Khai nguyên.
- Cao nguyên miền Thượng.
- Miền Trung Kiên dũng.
- Miền Nam phú cường.

## Gia đình
- Thân phụ: Cụ Nguyễn Bảo Nghi (nguyên Hiệu trưởng trường Tiểu học Hàng Than, Hà Nội).
- Thân mẫu: Cụ Nguyễn Thị Nhung
- Nhạc phụ: Cụ Nguyễn Đức Nhuận (1903-2004)
- Bào đệ:
-Ông Nguyễn Bảo Thuỳ (sinh năm 1932 tại Hà Nội, tốt nghiệp khóa 9 Võ bị Đà Lạt. Nguyên là Thiếu tá Chánh Sở An ninh Đô thành Sài Gòn. Ngày 2 tháng 6 năm 1968 tử trận tại quận 5, Sài Gòn trong mặt trận tết Mậu Thân, được truy thăng Trung tá).
-Ông Nguyễn Bảo Tín (sinh năm 1938, tốt nghiệp khóa 17 Võ bị Đà Lạt. Nguyên là Thiếu tá thuộc Binh chủng Thủy quân Lục chiến).
-Ông Nguyễn Bảo Tính (sinh năm 1940, tốt nghiệp khóa 17 Võ khoa Thủ Đức. Nguyên là Đại úy thuộc Binh chủng Lực lượng Đặc biệt).
- Phu nhân: Bà Nguyễn Minh Tâm

Ông bà có 5 người con (1 trai, 4 gái)